# Hiệp hội người giúp việc nhà trên thế giới
Hiệp hội người giúp việc nhà trên thế giới (tiếng anh: International Domestic Workers Federation, viết tắt: IDWF) là tổ chức của người giúp việc nhà cho gia đình đầu tiên trên thế giới.
Cho đến nay (năm 2021), tổ chức này có 81 chi nhánh đến từ 63 quốc gia, đại diện cho hơn 590,000 thành viên là người giúp việc trên toàn thế giới 

## Mục tiêu
Xây dựng một tổ chức toàn cầu về ngành giúp việc nhà nói chung và người giúp việc nói riêng một cách mạnh mẽ, dân chủ, đoàn kết từ đó để bảo vệ quyền lợi của người giúp việc ở tất cả mọi nơi.

## Hoạt động
IDWF đang nỗ lực trong việc vận động và nghiên cứu trong việc thành lập những người giúp việc trên toàn thế giới.
Nhiệm vụ của Hiệp hội người giúp việc trên thế giới là ghi lại việc bạo lực, những việc làm bóc lột người giúp việc, mang nhiều sự chú ý tới những cuộc đấu tranh, hướng đến bối cảnh nền kinh chu đáo, di cư an toàn, chấm dứt tình trạng lạm dụng tình dục,  tổ chức tập trung cho người giúp việc nhà di cư và tị nạn.

## Lịch sử

### Hội nghị quốc tế về người giúp việc gia đình lần đầu tiên trên toàn thế giới
Cũng giống như những ngành khác, mạng lưới người giúp việc cũng đã tổ chức từ rất lâu ở nhiều  nơi trên toàn thế giới. Nhưng chỉ khi tới tháng 11 năm 2006, những người giúp việc lần đầu tiên tập trung lại ở một hội nghị quốc tế được tổ chức bởi Liên Đoàn Cộng Hòa Hà Lan (FNV Netherlands), đây chính là hội nghị về người giúp việc gia đình đầu tiên được tổ chức. Lúc này, họ hình thành ra ý tưởng về việc xây dựng mạng lưới toàn cầu cho những người giúp việc trên toàn thế giới.

### Hiệp ước C189 về việc làm phù hợp cho người giúp việc gia đình
Tại Hội nghị Lao động Quốc tế (ILC) ở Geneva năm 2009, Mạng lưới Lao động Giúp việc Gia đình Quốc tế (IDWN) đã được đưa ra bởi các nhà lãnh đạo một số tổ chức chủ chốt về lao động giúp việc gia đình trên toàn thế giới. Cụ thể như: mạng lưới khu vực của những người giúp việc gia đình ở Mỹ Latinh và Caribe CONLACTRAHO, mạng lưới Người giúp việc gia đình ở Châu Á (ADWN), liên minh Người giúp việc gia đình Quốc gia của Hoa Kỳ (NDWA), Dịch vụ giúp việc gia đình Nam Phi và Liên minh công đoàn (SADSAWU), Jala-Prt (Mạng lưới vận động cho người giúp việc gia đình) ở Indonesia, IPROFOTH ở Peru và Liên minh quốc gia về nhân viên giúp việc gia đình (NUDE) ở Trinidad & Tobago. Bên cạnh đó họ cũng đã thành lập ban chỉ đạo đầu tiên để lãnh đạo tổ chức. Một nhóm người sẽ được chỉ định để đảm nhiệm các hoạt động trong khu vực và trên toàn thế giới, và sẽ được hỗ trợ bởi đội ngũ kỹ thuật từ IUF, WIEGO and GLI...
Mục tiêu chính của mạng lưới là vận động các tổ chức của người giúp việc nhà và các đồng minh trên toàn thế giới để đạt được hiệp ước bảo vệ quyền lợi cho người giúp việc một cách rõ ràng, cụ thể.
Vào tháng 6, năm 2011, Hiệp ước C189 về việc làm phù hợp cho người giúp việc gia đình đã đạt được. Hiệp ước C189 yêu cầu các thành viên thực hiện các biện pháp nhằm đảm bảo người giúp việc gia đình được bảo vệ trước những hành động như quấy rối, lạm dụng tình dục, bóc lột nặng nề.
Uruguay là quốc gia đầu tiên phê chuẩn hiệp ước C189 vào ngày 14 tháng 6 năm 2012 và cũng là một trong những quốc gia có luật pháp tiên tiến nhất trong việc bảo vệ quyền lợi của người giúp việc. Sau đó là lan rộng ra các nước khác như Philippines (2012), Mauritius (2012),  Ý (2013), Đức (2013).... và cho tới hiện nay thì đã có 31 quốc gia phê chuẩn hiệp ước này. Đây có thể coi là một thành tựu to lớn mang tính lịch sử không chỉ đối với những người giúp việc mà còn ảnh hưởng đáng kể đối với các phong trào lao động.

### Từ mạng lưới trở thành tổ chức
Sau sự thành công về hiệp ước C189, ban chỉ đạo đã đưa ra quyết định quan trọng là biến một mạng lưới lỏng lẻo của những người giúp việc thành một liên đoàn chính thức. Hai nhiệm vụ chính sau đó được thực hiện là xây dựng dự thảo Hiến pháp cho một tổ chức toàn cầu của người giúp việc và mời các tổ chức thành viên của người giúp việc gia đình trong nước hoặc địa phương đã hợp tác chặt chẽ với IDWN trở thành thành viên chính thức.
Tại một cuộc họp vào tháng năm năm 2012, ban lãnh đạo của hiệp hội đã phê duyệt 14 tổ chức trở thành thành viên và trở thành những thành viên đầu tiên của của Mạng lưới người giúp việc trên thế giới (IDWN).
Vào ngày 26-28 tháng 10 năm 2013, Hội nghị thành lập được tổ chức và IDWN trở thành Hiệp hội giúp việc trên thế giới (IDWF) và được điều hành bởi nữ. Có khoảng 180 nhà lãnh đạo đã tham gia vào sự kiện này.
Myrtle Witbooi là cựu chủ tịch của mạng lưới người giúp việc trên thế giới và cũng là một nhà hoạt động trong ngành giúp việc gia đình đã trở thành chủ tịch đầu tiên của Hiệp hội người giúp việc trên toàn thế giới (IDWF).
Đại diện một số đối tác lâu năm của Hiệp hội cũng có mặt ở đó như: IUF bao gồm nhiều chi nhánh của nó, WIEGO, ITUC và tổ chức khu vực của nó ở Mỹ Latinh, ILO, Tổ chức Theo dõi Nhân quyền, GLI...

### Giải thưởng đã đạt được
2013: IDWF đạt được giải thưởng nhân quyền George Meany-Lane Kirkland (George Meany-Lane Kirkland Human Rights Award)
2014: IDWF đạt được giải thưởng Bình đẳng và không phân biệt đối xử ở Mexico, Jaap Kruithof Award và Order of Distinction.
2015: IDWF đạt được giải thưởng Công bằng toàn cầu và giải thưởng Bông hồng bạc.
2017: IDWF đạt được giải thưởng Công lý và Hòa bình lần thứ 20, giải thưởng Sr Jeanne Devos, giải thưởng Người phụ nữ của năm.
2018: IDWF được chọn là một trong 12 tổ chức chiến thắng của Tiêu chuẩn thách thức, Những sáng kiến hỗ trợ nền kinh tế.